# Aslamidium lepidium
Aslamidium lepidium là một loài bọ cánh cứng trong họ Chrysomelidae. Loài này được Staines miêu tả khoa học năm 2006.